# ألفونسو سيلفا
ألفونسو سيلفا (بالإسبانية: Alfonso Silva Placeres)‏ (مواليد 19 مارس 1926) هو لاعب كرة قدم. يلعب مع منتخب إسبانيا لكرة القدم. سبق له أن لعب في كأس العالم لكرة القدم مع منتخب بلاده.

## روابط خارجية
- ألفونسو سيلفا على موقع الاتحاد الدولي (مؤرشف)  (الإنجليزية)
- ألفونسو سيلفا على موقع قاعدة بيانات كرة القدم.إي يو (الإنجليزية)
- ألفونسو سيلفا على موقع ناشيونال فوتبول تيمز (الإنجليزية)
- ألفونسو سيلفا على موقع Soccerway.com (الإنجليزية)
- ألفونسو سيلفا على موقع عالم كرة القدم.نت (الإنجليزية)